# Resolution 14 des UN-Sicherheitsrates
Die Resolution 14 des UN-Sicherheitsrates ist eine Resolution, die der Sicherheitsrat der Vereinten Nationen in der 84. Sitzung am 16. Dezember 1946 mit neun Stimmen beschloss. Die Vereinigten Staaten und die Sowjetunion enthielten sich. Die Resolution beschäftigte sich mit Verfahrensfragen. Die Präsidentschaft des Sicherheitsrates wurde einer Entscheidung der Generalversammlung angepasst, nach der die Periode für die Mitgliedschaft der Nichtständigen Mitglieder im Sicherheitsrat am 1. Januar beginnen und am 31. Dezember enden sollte.

## Hintergrund
Die Amtszeit eines Präsidenten des Sicherheitsrates ging zuvor vom 17. eines Monats bis zum 16. des Nachfolgemonats. Der Repräsentant der Vereinigten Staaten, Herschel Johnson, war seit 17. November auf dem Posten und hätte ihn demnach abgeben müssen.

## Inhalt
Der Sicherheitsrat stellte fest, dass die Generalversammlung entschieden hatte, die Rotation der gewählten Mitglieder des Sicherheitsrates am 1. Januar beginnen und am 31. Dezember enden zu lassen. Außerdem erschien es wünschenswert, dass die Rotation der Präsidentschaft des Sicherheitsrates an denselben Tagen beginnt und endet.
Deshalb wurde entschieden, die Regel 18 der Verfahrensvorschriften vorübergehend auszusetzen, um dem Repräsentanten der Vereinigten Staaten zu ermöglichen, den Posten des Sicherheitsratspräsidenten vom 17. Dezember bis 31. Dezember 1946 zu besetzen.